# 166P/NEAT
166P/NEAT (też: NEAT 8) – kometa krótkookresowa z rodziny komet Chirona. Ciało to uznawane jest także za centaura.

## Odkrycie
Kometę tę odkryto 15 października 2001 roku w ramach projektu NEAT.

## Orbita komety i właściwości fizyczne
Orbita komety 166P/NEAT ma kształt elipsy o mimośrodzie 0,38. Jej peryhelium znajduje się w odległości 8,56 j.a., aphelium zaś 19,2 j.a. od Słońca. Jej okres obiegu wokół Słońca wynosi 51,7 roku, nachylenie do ekliptyki to wartość 15,37˚.
Średnica jądra tej komety to maks. kilka km. Należy do jednych z najbardziej czerwonych ciał wśród centaurów.